# Église Santa Maria dell'Orto
L'église Santa Maria dell'Orto (en français : Saint-Marie-du-Jardin) est une église romaine située dans le quartier Trastevere sur la via Anicia à Rome, en Italie.

## Historique

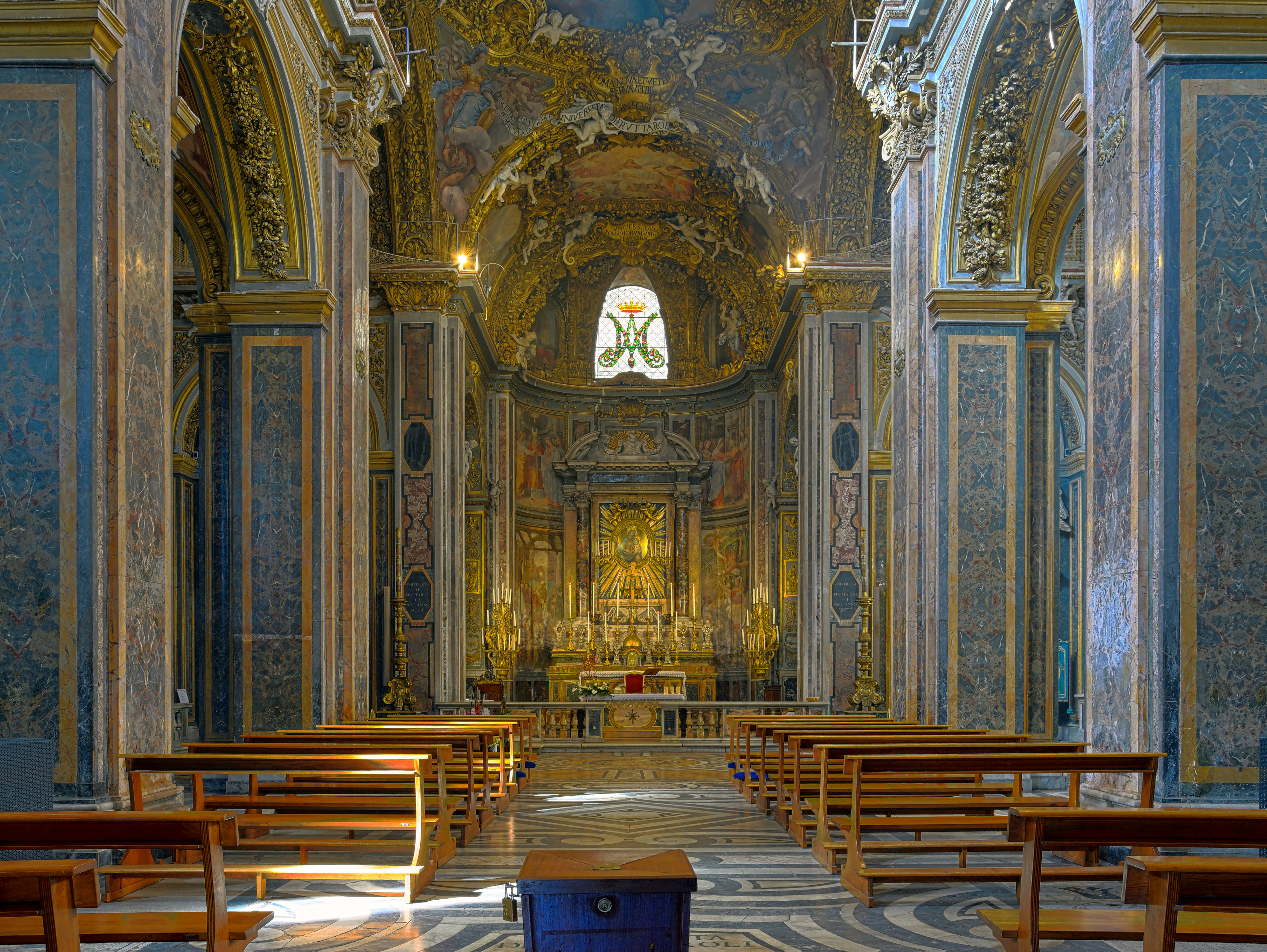
Vue intérieure de l'église.

Les origines de l'église sont liées à la reconnaissance par l'institution catholique d'un miracle ayant eu lieu en 1488 concernant un paysan malade qui aurait recouvert la santé après avoir prié devant une image de Marie située à l'entrée d'un jardin. Ce « miracle » ayant eu un grand retentissement dans le rione, une petite chapelle votive fut édifiée puis une véritable église au XVIe siècle. Le pape Alexandre VI accorde aux associations professionnelles (dites « université) » gérant l'église le titre de confraternité Santa Maria dell'Orto en 1492 et Sixte V celui d'archiconfraternité en 1588, conférant ainsi le rare privilège à celle-ci de pouvoir gracier un condamné à mort une fois par an, le jour de la fête titulaire.
L'édification de l'église est terminée en 1567 par la réalisation d'une façade par l'architecte Vignole et la restructuration intérieure par Guidetto Guidetti (it) qui en change le plan de croix grecque à quatre absides en croix latine à trois nefs.

## Architecture et ornements
Le sommet de la façade présente la particularité d'avoir un cadran à six heures.
L'église héberge des œuvres des frères Federico et Taddeo Zuccari, de Corrado Giaquinto et de Giovanni Baglione (Scènes de la Vie de la Vierge et de saint Sébastien).

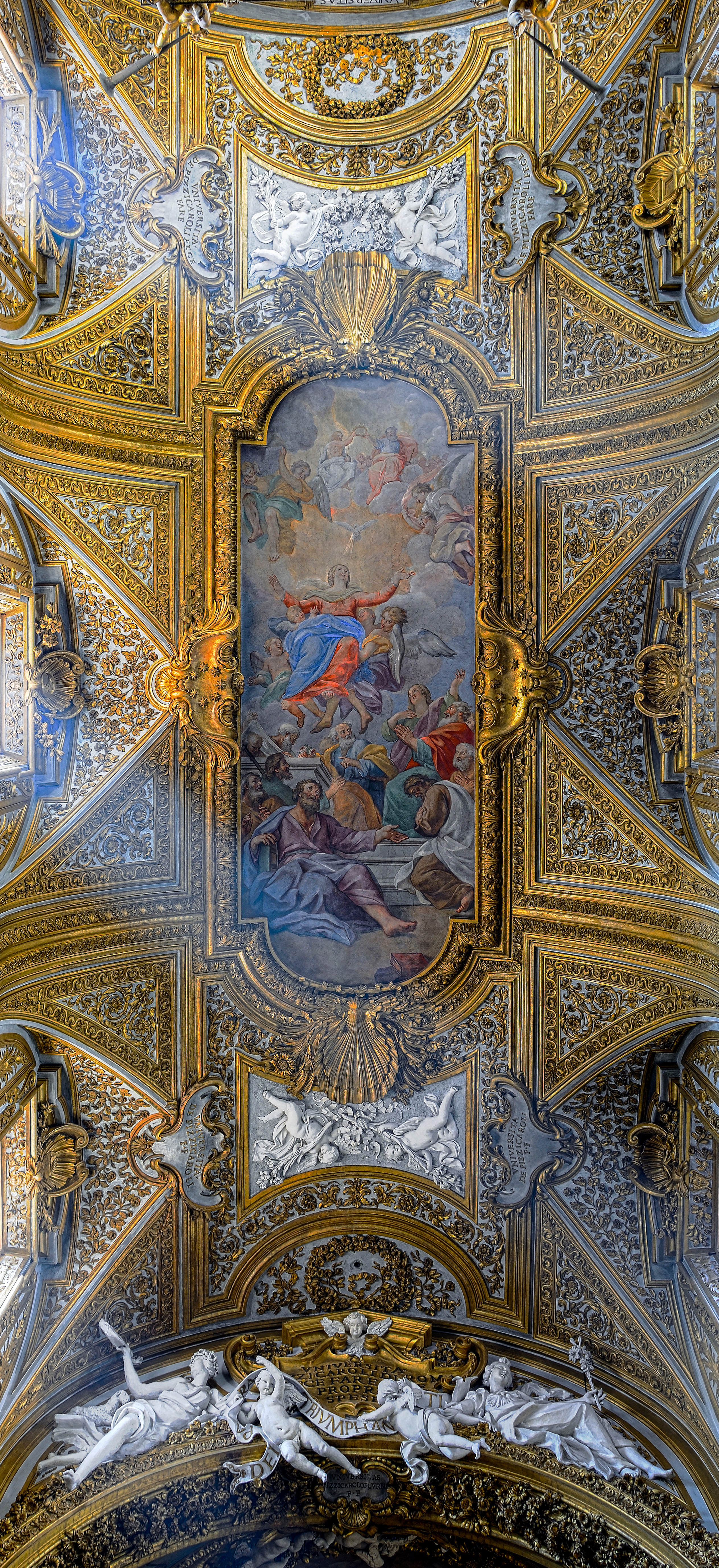
Plafond
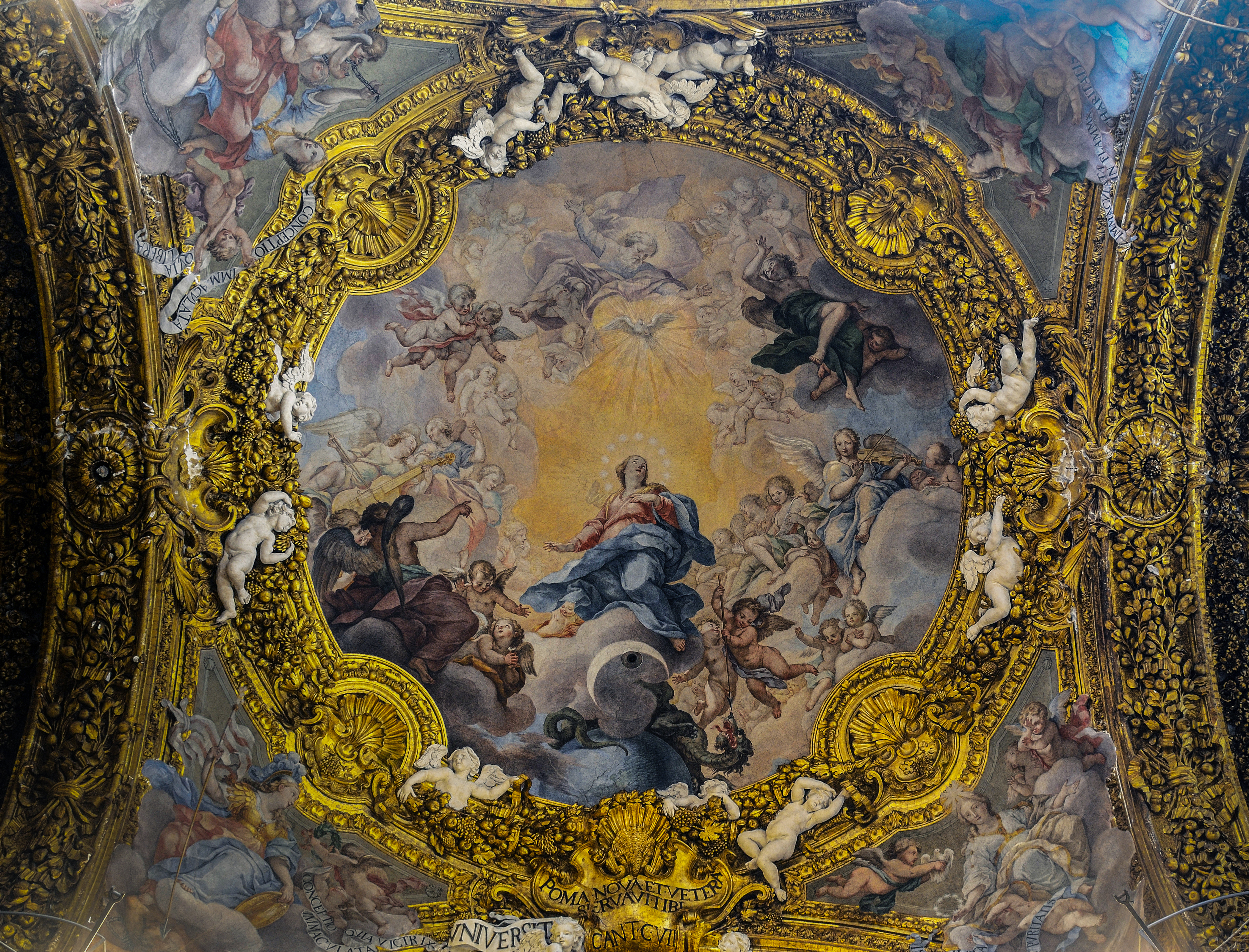
Abside
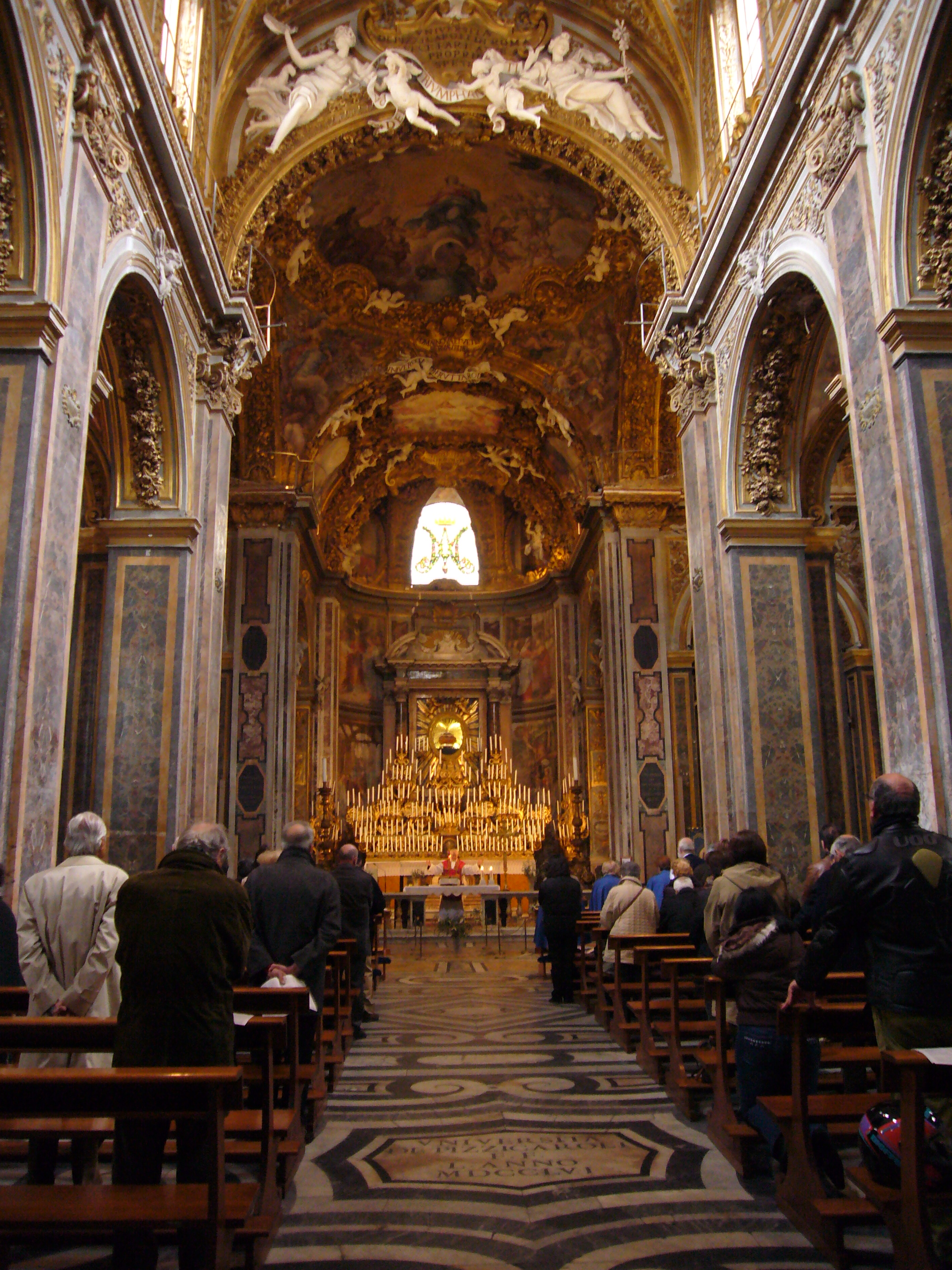
Intérieur
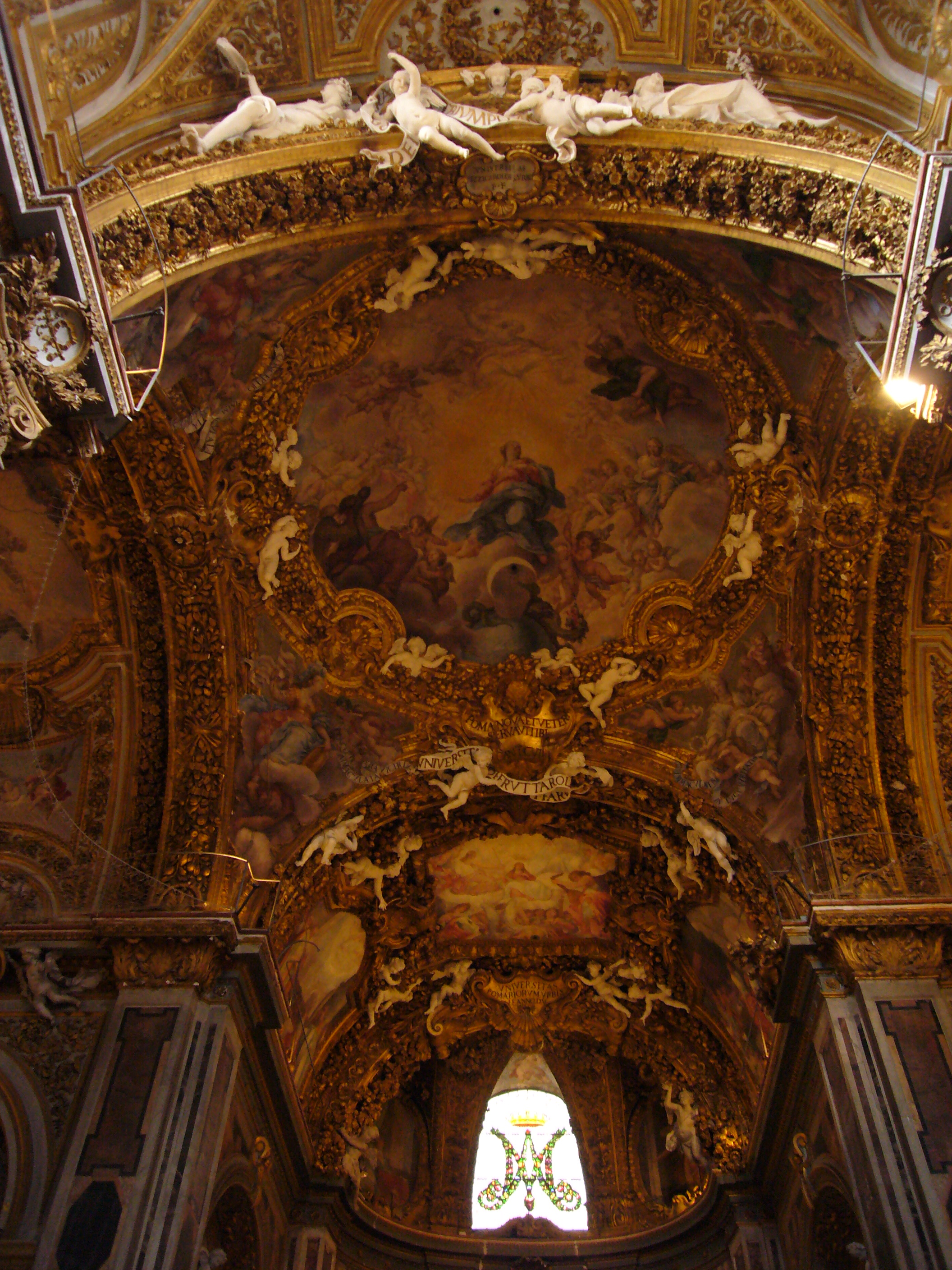
Abside
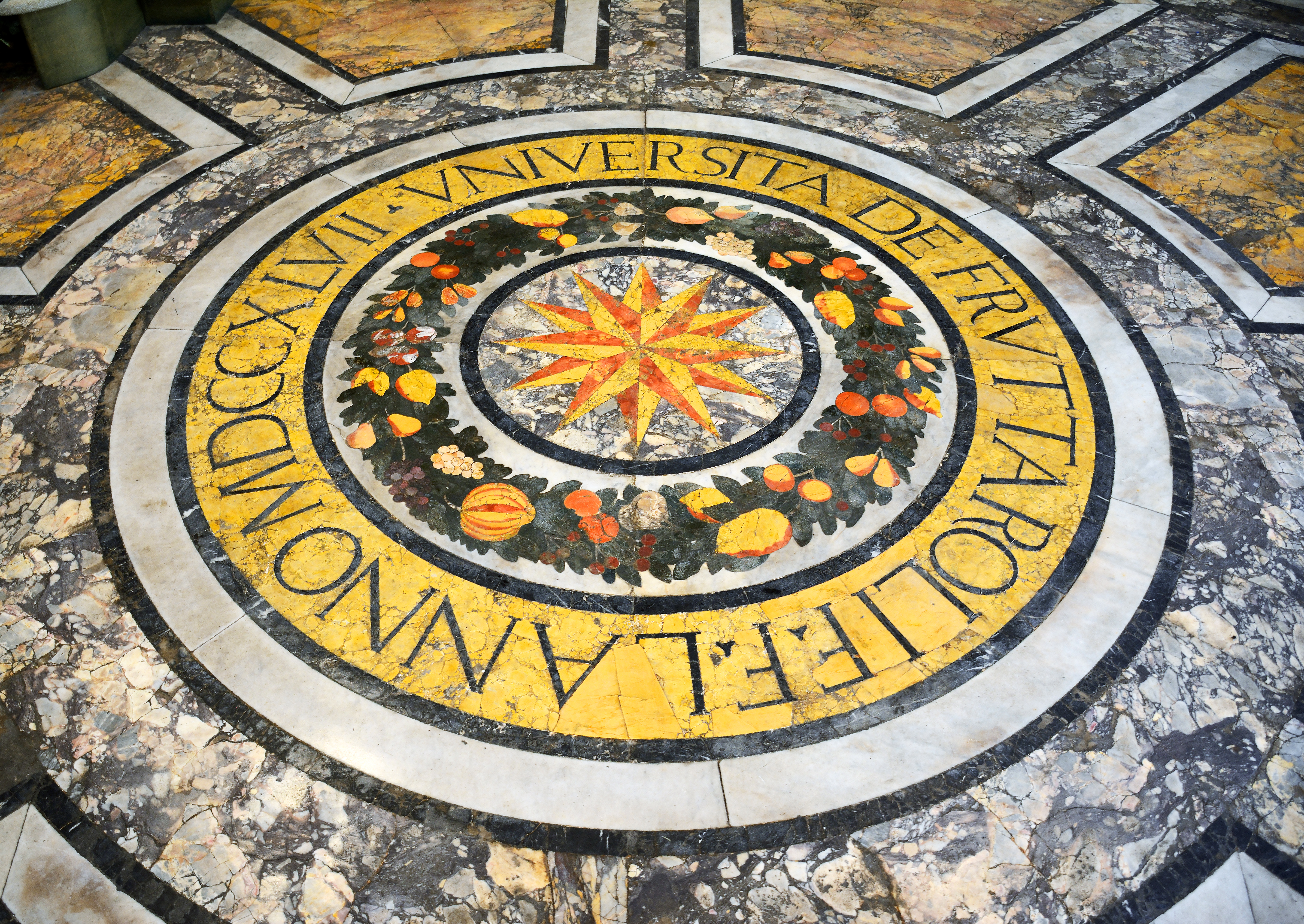
Pavement au centre de l'église
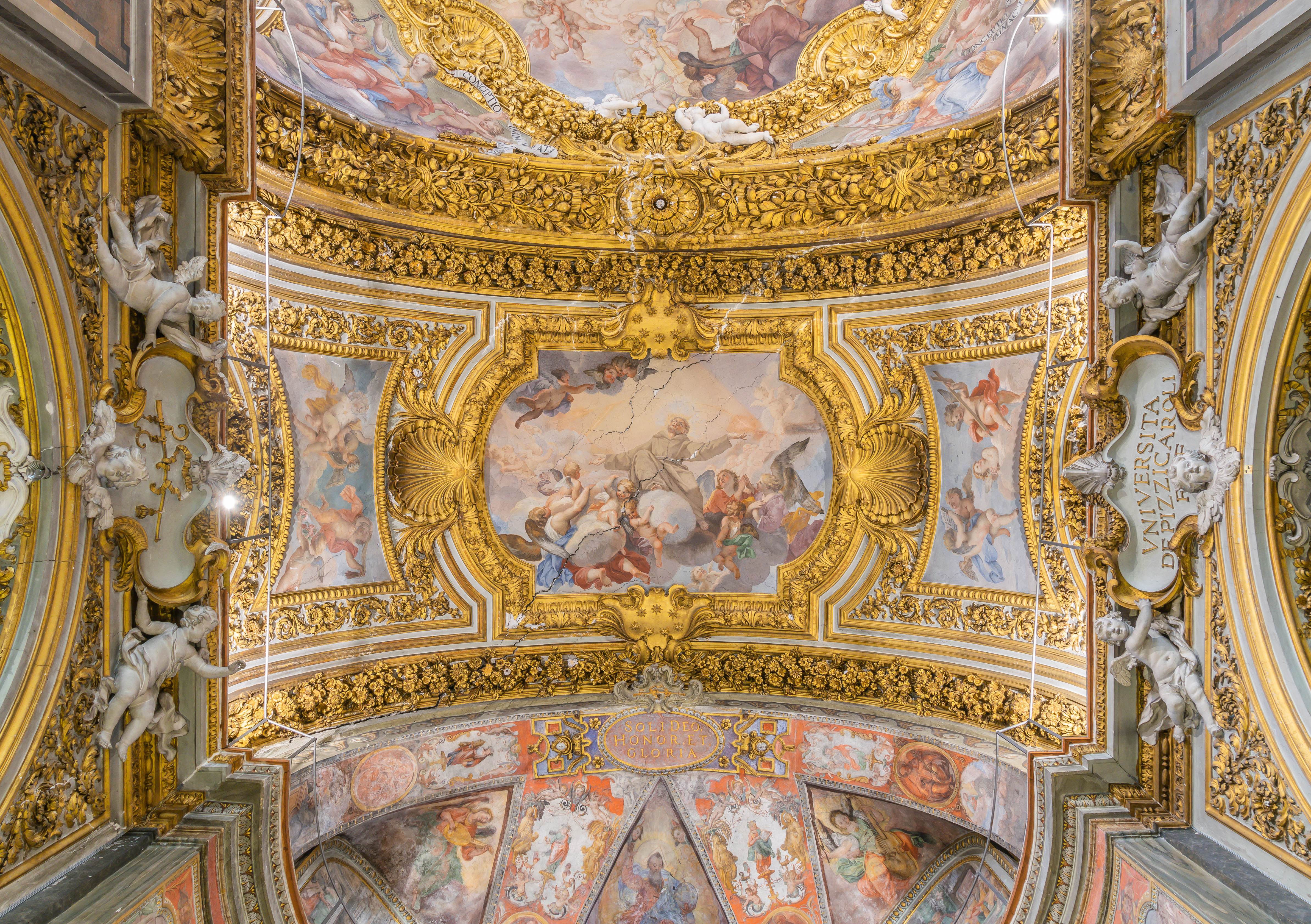
Autre plafond de l'église

## Représentation dans l'art
Cette église a servi de lieu de tournage pour le film Rome ville ouverte (1945) de Roberto Rossellini.